# Beatrice Speraz
Beatrice Speraz, nota anche con lo pseudonimo di Bruno Sperani (Spalato, 24 luglio 1839 – Milano, 2 dicembre 1923), è stata una scrittrice italiana.

## Biografia
Vincenza Pleti Rosic Pare-Spèrac, questo il nome di battesimo, più comunemente nota come Beatrice Speraz secondo la traslitterazione italiana, nasce in Dalmazia a Spalato da Marin Sperac ed Elena Mariana Teresa Alessandri. Il padre è slavo, di modeste origini, mentre la madre Elena appartiene ad una famiglia dell'antica nobiltà italiana d'Istria. La conflittuale e sofferta diversità etnica e sociale dei due genitori segnerà in modo emblematico il vissuto di Beatrice. Scrive nel romanzo autobiografico Ricordi della mia infanzia in Dalmazia, uno dei suoi ultimi lavori, riferendosi a sé medesima: «Nata da padre slavo di origine plebea, da madre latina di origine aristocratica, ha subito e subisce con un'intensità spesso dolorosa, le attrazioni e le repulsioni delle due razze che si incrociano in lei».
In seguito alla prematura morte di entrambi i genitori, all'età di nove anni viene affidata alla cura dei nonni materni. In questi anni approfondisce lo studio del classici italiani e tedeschi, Heine, Schiller, Goethe, Manzoni, maturando una speciale affinità per Leopardi. Nel 1857 andrà in sposa al conte Giuseppe Vatta di Pirano, uomo di lettere, più anziano di lei, dal quale avrà i figli Domenico (1858), Maria (1860), Elena (1862). Il matrimonio avrà vita travagliata e breve. A tale riguardo il primogenito Domenico Vatta (1858-1932), ricordato per la distinzione letteraria e la produzione poetica, espressione della cultura irredentista triestina e istriano-dalmata nell'allora provincia illirica dell'impero Austro-Ungarico, scriverà di un «matrimonio male assortito» e di unione «forzata».
È il 1864 quando, abbandonati il marito e i figli, ripara a Trieste procurandosi da vivere come insegnante in una scuola di lingua italiana. È in questo periodo che presso il Cafè Tommaseo fa la conoscenza di un giovane Emilio Treves.  Questo primo scambio con l'editore al quale si doveva, già dal 1861, la fondazione degli Editori della Biblioteca utile segnerà simbolicamente il suo avvicinamento alla scrittura.
Tuttavia di lì a poco incontrerà Giuseppe Levi, discendente da un'aristocratica famiglia di ebrei triestini, e innamorati lasceranno la città mitteleuropea alla volta di Bologna. È il principio di un'importante relazione sentimentale dalla quale nasce nel 1865 Giuseppina Levi, quindi Noemi, Gilda e Clotilde. Giuseppina Levi è conosciuta anche con lo pseudonimo di Ginevra Speraz ad indizio dell'ossequio sincero verso l'eredità spirituale della madre. Affidate le figlie alla famiglia Levi, i due si trasferiscono a Firenze, città che eserciterà sempre un profondo fascino sull'animo di Beatrice Speraz. Qui collabora con La Nazione scrivendo di eventi mondani, di cose d'arte e di musica, con la Gazzetta Piemontese (Torino)  e il Caffaro (Genova) . A questo periodo risale la pubblicazione del primo romanzo, Due madri, con l'editore Aliprandi. Nel 1875, già maturata la decisione di trasferirsi a Milano, Giuseppe Levi muore improvvisamente lasciando la moglie in uno stato di grave disorientamento e scoramento. Qualche mese dopo lascia infine la città toscana.
Milano è alle scaturigini dell'età umbertina il principale centro di irraggiamento della vita economica del Regno, proscenio della novella borghesia industriale, luogo significativo del balzo tecnologico post unitario, di nuove configurazioni e conflitti sociali, delle vaste torme proletarie e dei salotti animati da potenti sommovimenti ideali. Immersa nel clima vivacissimo che vede il fiorire di numerose iniziative editoriali, collabora con numerose riviste e giornali, dietro lo pseudonimo di Livia o Donna Isabella, infine di Bruno Sperani: il Corriere della Sera, la Perseveranza di Carlo Landriani, amico dei fratelli Camillo e Arrigo Boito. Frequenta il Caffè Cova, il Caffè Teatro Manzoni, luogo prediletto della scapigliatura milanese e di intellettuali di orientamento socialista, i salotti di Teresa Berra in Kramer, patriota e sodale di Mazzini, insieme ad intellettuali quali Giovanni Verga, Maria Antonietta Torriani, Emmanuele Navarro della Miraglia, Giovanni Visconti Venosa.
Di questi anni è un ricco carteggio con autori come De Amicis, Angelo de Gubernatis, editori, tipografi, politici come Filippo Turati. Nel 1879 traduce per l'editore Treves Il violinista di H. C. Andersen. Pubblica inoltre il romanzo Cesare a firma Livia. Nel 1883 pubblica a puntate per La Nazione il romanzo Veronica Grandi. Al 1884 risale invece L' ingranaggio (La Nazione). Su commissione di Torielli pubblica con il Corriere il romanzo Numeri e segni, largamente apprezzato negli ambienti socialisti e femministi, da Turati, Ghisleri e Virginia Olper Monis.  Nel 1891, edito da Chiesa e Guindani, compare Tre donne. Nel 1885 conosce Vespasiano Bignami, a cui si deve la fondazione della Famiglia Artistica Milanese e della Società di belle arti ed esposizione permanente, animatore dell'ultima stagione della scapigliatura, umorista, illustratore, quindi professore all'Accademia delle Belle Arti di Brera. Tra i due nascerà una durevole ed appassionata relazione sentimentale a coronamento della quale giungerà nel 1914 il matrimonio, quindici anni dopo la morte del marito Giuseppe Vatta.
Beatrice Speraz morirà nel 1923 tra le cure infaticabili dell'amato marito Bignami. Riposa nel Cimitero Maggiore di Milano. L'epigrafe riporta: Bice Speraz / Spalato 1839 - Milano 1923 / illustre / fra le scrittrici italiane col nome di Bruno Sperani / esempio di prodigiosa attività / sino ai giorni estremi / della sua vita / qui / desiderata e benedetta / riposa.

## Tematiche
Gli elementi tematici trasversali nell'opera di Bruno Sperani sono espressione di una forte critica sociale. I modelli sono Emile Zola e Alphonse Daudet. Forte è il senso che dalle pagine trapela di un destino predeterminato, di un fato tutto immanente alla complessità psichica e sociale dei suoi personaggi, risultato di un'eticità cinica e ipocrita quale autentica dissimulazione di volgari rapporti di forza. Costumi falsi e pregiudiziali diffusi in modo ubiquitario rispetto a condizioni di ceto e censo, circonfusi di chiarore ideale dai suoi numi tutelari e accettata passivamente dalle moltitudini. (L'avvocato Malipieri, (1887), Il romanzo della morte (1880), Tre donne, Emma Walder (1893), La fabbrica (1893). Percorsi psichici su cui l'autrice pone particolare attenzione sono quelli del rapporto uomo-donna sullo sfondo di interni piccolo e alto borghesi, aristocratici e proletari. Audace la denuncia dei meccanismi e degli strumenti inveterati di sopraffazione dell'universo simbolico maschile- emblema della tradizione, garante del valore sociale del matrimonio- sulla donna e l'universo femminile: tra questi lo spirito di accettazione e di sottomissione, reso eticizzato, tipico del mondo proletario e borghese, o la frivolezza muliebre e l'inconsistenza critica in ambito aristocratico.
Motivi politici espliciti sono le battaglie per l'emancipazione della donna portate avanti dalla Lega femminile, la lotta per la riforma del codice di famiglia, l'introduzione del divorzio, l'estensione alla madre del diritto di tutela.

## Opere

### Romanzi
Fonte:
- Cesare, Milano, Brigola, 1879.
- Nell’ingranaggio, Milano, Sonzogno, 1885.
- Numeri e sogni, Milano, Galli, 1887.
- L’avvocato Malpieri, Milano, Galli, 1888.
- Il romanzo della morte, Milano, Galli, 1890.
- Tre donne, Milano, Galli, 1891.
- Maddalena, Napoli, Bideri, 1892.
- Emma Walder, Milano, Rechiedei, 1893.
- Il marito, Torino, Roux, 1894.
- La fabbrica, Milano, Aliprandi, 1894.
- Le vinte, Milano, Aliprandi, 1896.
- Sulle due rive, Milano, Aliprandi, 1896.
- In balia del vento, Milano, La Poligrafica, 1900.
- Macchia d’oro, Catania, Giannotta, 1901.
- Signorine povere, Milano, Libreria Editrice Lombarda, 1905.
- La dama della regina, Milano, Vallardi, 1910.
- Tragedia di una coscienza, Firenze, Battistelli, 1920.
- Teresita della Quercia, Firenze, Salani, 1923.

### Racconti e novelle
- Sempre amore, Milano, Brigola, 1881.
- Sotto l’incubo, Milano, Gargano, 1881.
- Nella nebbia, Milano, Civelli, 1889.
- Eterno inganno, Milano, Aliprandi, 1891.
- L’inesorabile, Milano, Aliprandi, 1893.
- Dopo la sentenza, Milano, Aliprandi, 1895.
- La commedia dell’amore, Milano, Aliprandi, 1895.
- Nel turbine della vita, Firenze, Battistelli, 1920.

### Autobiografie
- Ricordi della mia infanzia in Dalmazia, Milano, Vallardi, 1915